# Montes Pyrenaeus

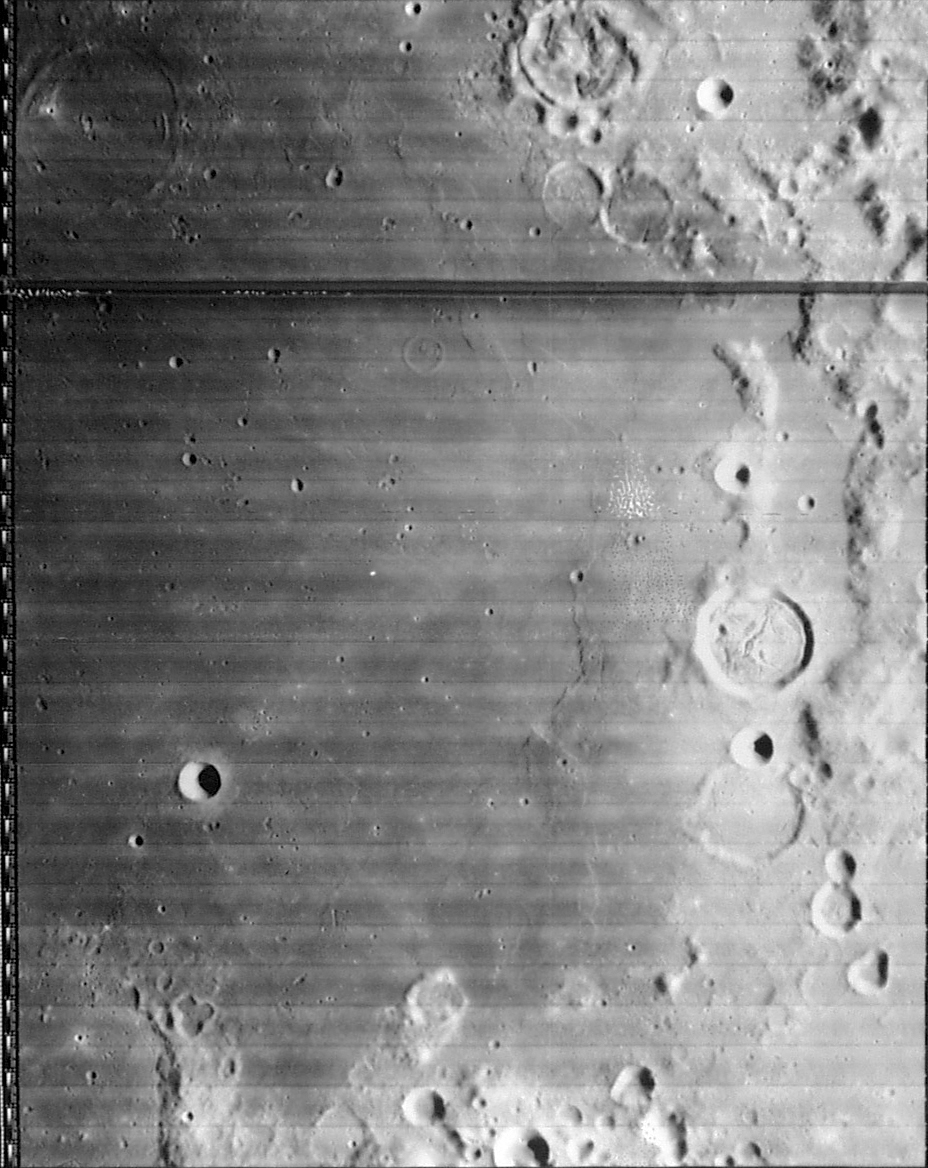
Montes Pyrenaeus (napravo) obklopuje měsíční moře Mare Nectaris (šedá jednolitá plocha na většině fotografie).

Montes Pyrenaeus (česky Pyreneje) je pohoří obklopující východní část Mare Nectaris (Moře nektaru) na přivrácené straně Měsíce. Je dlouhé přibližně 250 km, střední selenografické souřadnice jsou 14,1° J, 41,5° V. Táhne se ze severu od kráteru Gutenberg kolem kráteru Bohnenberger ještě několik desítek kilometrů na jih.

## Název
Montes Pyrenaeus pojmenoval německý astronom Johann Heinrich von Mädler podle francouzsko-španělského pohoří Pyreneje.